# Route nationale 10 (Guinée)
Pour les articles homonymes, voir Route nationale 10.
La route nationale 10 (N10) est une route nationale en Guinée qui commence à Kounsankoro au croisement de la N1 et se termine à Macenta. 
Elle mesure 98 kilomètres de long,.

## Tracé
- Kounsankoro
- Vassérédou
- Macenta